# Quinlan
Quinlan är en ort i Hunt County i Texas. Orten har fått namn efter järnvägsfunktionären George Austin Quinlan. Vid 2010 års folkräkning hade Quinlan 1 394 invånare.